# Expresso das Ilhas
O Expresso das Ilhas é um dos jornais semanários publicados em Cabo Verde, foi fundado em 1991. Tem a sua sede em Praia, no concelho homónimo da Ilha de Santiago.  O jornal é publicado predominante em português.
As cores usadas no logótipo são o vermelho e o azul, representando as cores da bandeira de Cabo Verde.